# Carl Friedrich Trahn

Carl Friedrich Trahn (1806–1888)

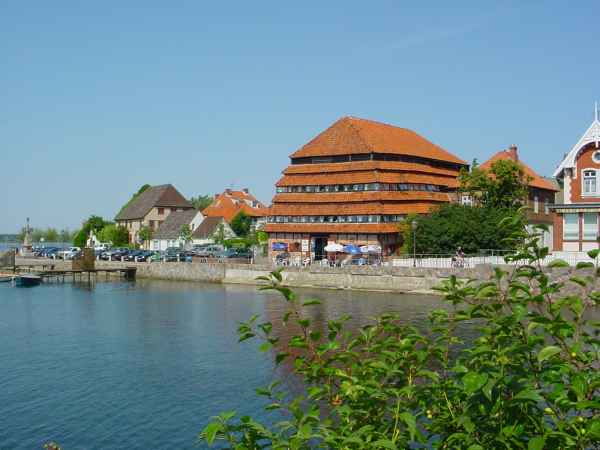
Der Pagodenspeicher (in Neustadt in Holstein)

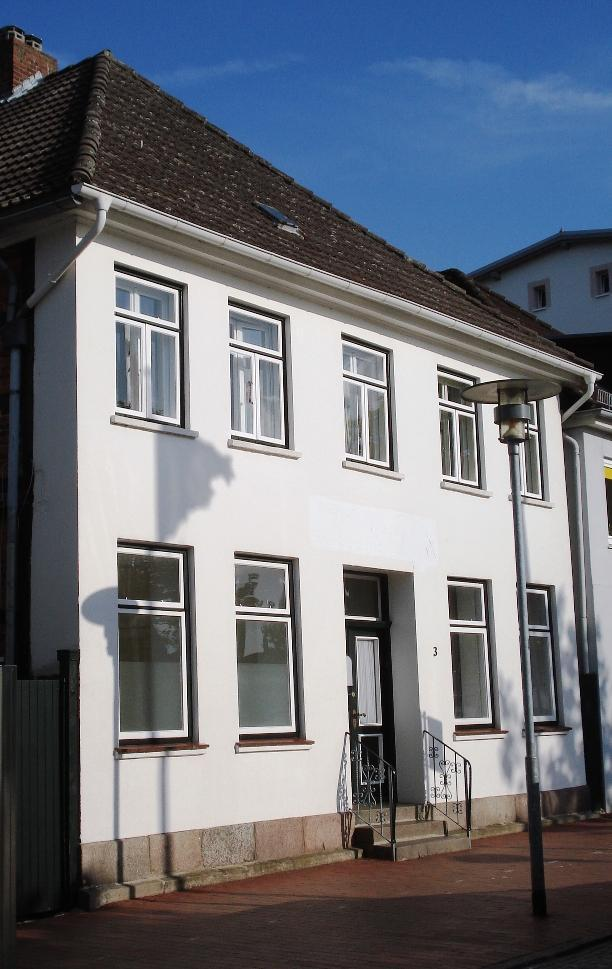
Das von Carl Friedrich Trahn errichtete und 1844–1873 bewohnte Haus am Marktplatz von Neustadt in Holstein

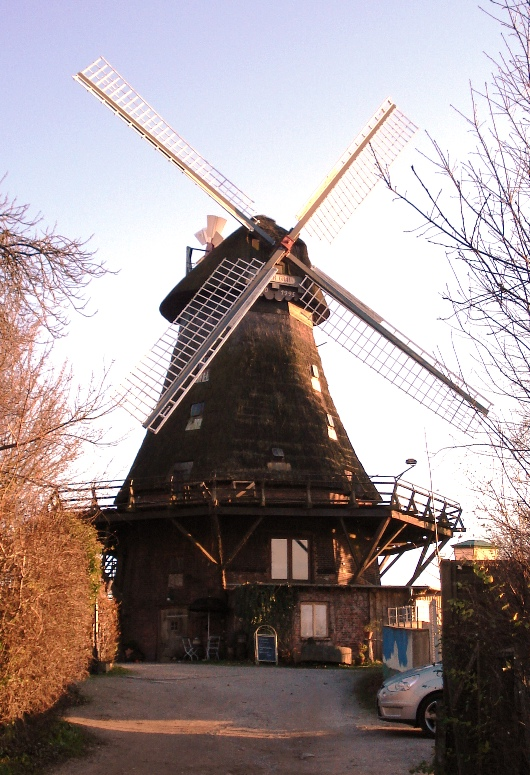
Die alte Eutiner Windmühle – (Ol) „Moder Grau“

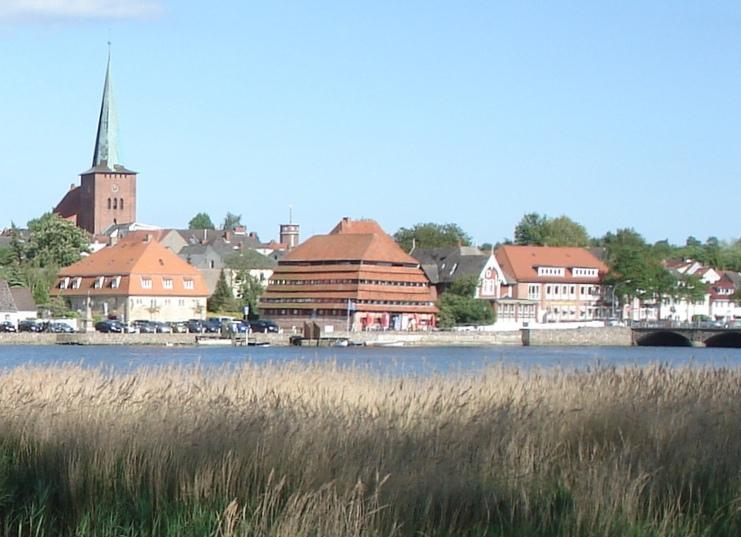
Blick auf Neustadt in Holstein – links die Neustädter Stadtkirche mit dem 1846/47 errichteten Turm und rechts der Pagodenspeicher

Carl Friedrich Trahn (* 5. März 1806 in Sehestedt; † 27. Oktober 1888 in Neustadt in Holstein) war ein deutscher Zimmermeister, der in und um Neustadt in Holstein tätig war und als einer der bedeutendsten und produktivsten Mühlenbauer in Norddeutschland bekannt wurde – in seinem Arbeitsleben erbaute er 100 Windmühlen. Zudem entwarf und erbaute er unter anderem den Pagodenspeicher, eines der beiden Wahrzeichen von Neustadt in Holstein.

## Leben
Carl Friedrich Trahn wurde 1806 in Sehestedt als Sohn eines Hufschmiedes geboren und erlernte den Beruf des Zimmermannes. Als Geselle ging er auf Wanderschaft, die ihn nach Neustadt in Holstein (damals eine prosperierende Hafenstadt) führte, wo er sich Ende der 1820er Jahre niederließ und eine Zimmerei betrieb. Dass er die Zimmerei in den ersten Jahren ohne Meistertitel betrieb – zum Teil unter der Aufsicht eines Zimmermeisters, der sich längst zur Ruhe gesetzt hatte – stieß bei den ortsansässigen Handwerkern auf erhebliche Missbilligung und führte zu mehreren Beschwerden beim Rat von Neustadt.
Seinen ersten Großauftrag erhielt er 1830: Er errichtete im Auftrag des Neustädter Kaufmanns Adam Jansen den in seiner Form einmaligen Pagodenspeicher. Jansens Wunsch, einen Speicher zu bauen, in dem das Getreide vor dessen Verschiffung möglichst gut trocknet, setzte er um, indem er dem Gebäude im hohen Dachgeschoss drei Reihen Trockenluken gab.
1831 ließ er sich als Polier für den Neubau einer Windmühle nahe Neustadt anstellen, wodurch er den Bau von Windmühlen erlernte. Seine erste Windmühle in eigener Regie errichtete er 1834 in Schönwalde am Bungsberg; dieses Bauwerk brachte ihm den Meistertitel ein.
In den folgenden Jahren errichtete Carl Friedrich Trahn im gesamten östlichen Holstein und teilweise auch im Herzogtum Schleswig zahlreiche Windmühlen, was ihn als Mühlenbaumeister bekannt machte. Dabei war es ihm möglich, in sehr kurzer Zeit Windmühlen zu errichten, was zum einen daran lag, dass er Windmühlen häufig nach einem einheitlichen Grundschema errichtete, er auf Material in seinem eigenen Holzlager zurückgreifen konnte (z. T. importierte er das Holz aus Skandinavien selbst) und zum anderen hatte er vorgefertigte Windmühlen(teile) auf Lager – er betrieb mithin eine frühe Form der Serienproduktion.
Als die Neustädter Stadtkirche 1846/47 einen neuen Turm erhielt, baute Carl Friedrich Trahn die neue Turmspitze. Neben seinem Zimmereibetrieb betätigte er sich auch mit anderen Geschäften: so errichtete er 1853 in Neustadt eine Ziegelei.
1884/85 baute er die Lepahner Windmühle für das Gut Lehmkuhlen seine 100. Windmühle. Im Jahr 1886 gab Carl Friedrich Trahn seinen Zimmereibetrieb auf.
Carl Friedrich Trahn war zweimal verheiratet. 1845 heiratete er Dorotha Boldt, die jedoch 1846 im Kindbett starb, und 1847 Juliane Dau, mit der zusammen er einen Sohn Carl Theodor Julius (* 1848) hatte.
Carl Friedrich Trahn starb Ende 1888 in Neustadt.

## Erhaltene Bauwerke
- 1830: Pagodenspeicher, eines der beiden Wahrzeichen von Neustadt in Holstein (als „Kulturdenkmal von besonderer Bedeutung“ denkmalgeschützt)
- (nach) 1840: Mühle in Perdöl, 1876 nach Wasbek versetzt
- 1844: Wohnhaus am Neustädter Marktplatz, von Carl Friedrich Trahn bis 1873 bewohnt
- 1850: Eutiner Windmühle „Moder Grau“, eines der Wahrzeichen der Stadt Eutin
- 1851: Grebiner Windmühle „Wagria“, Wahrzeichen der Gemeinde Grebin
- 1859/60: Langenrader Windmühle „Sventata“, eine Sehenswürdigkeit der Stadt Ascheberg (Holstein)
- 1869: Gettorfer Mühle, in den 1950er Jahren stillgelegt, ab 1976 renoviert und heute u. a. für Eheschließungen genutzt (Infos – Bild)
- 1871: Mühle in Behnkenmühlen, 1901 abgebaut und in Schellhorn wieder aufgebaut. Sie war bis 1950 in Betrieb & wird heute als Wohnung genutzt.
- 1879: Mühle in Wolkenwehe / Bad Oldesloe, heute als Kulturdenkmal geschützt
- 1884/85: Lepahner Windmühle bei Lehmkuhlen

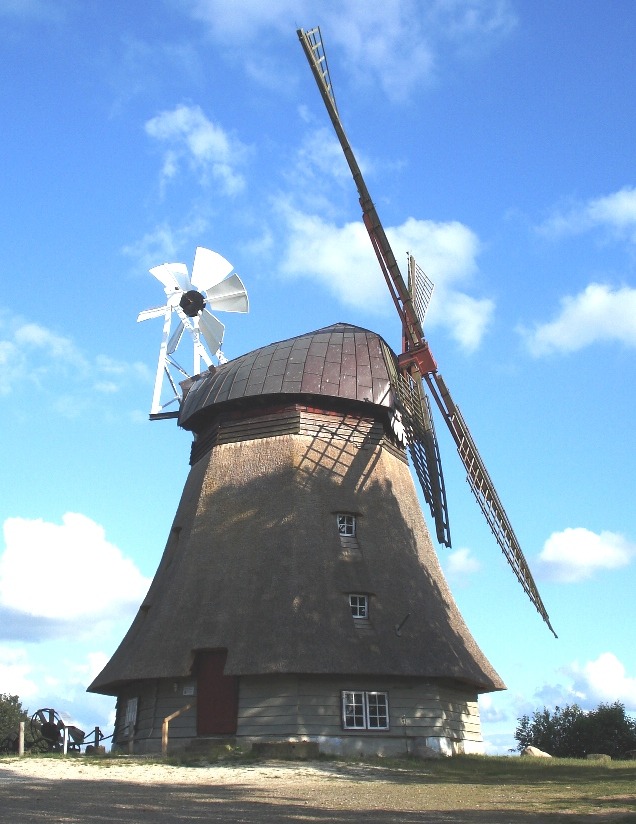
Die Grebiner Windmühle „Wagria“
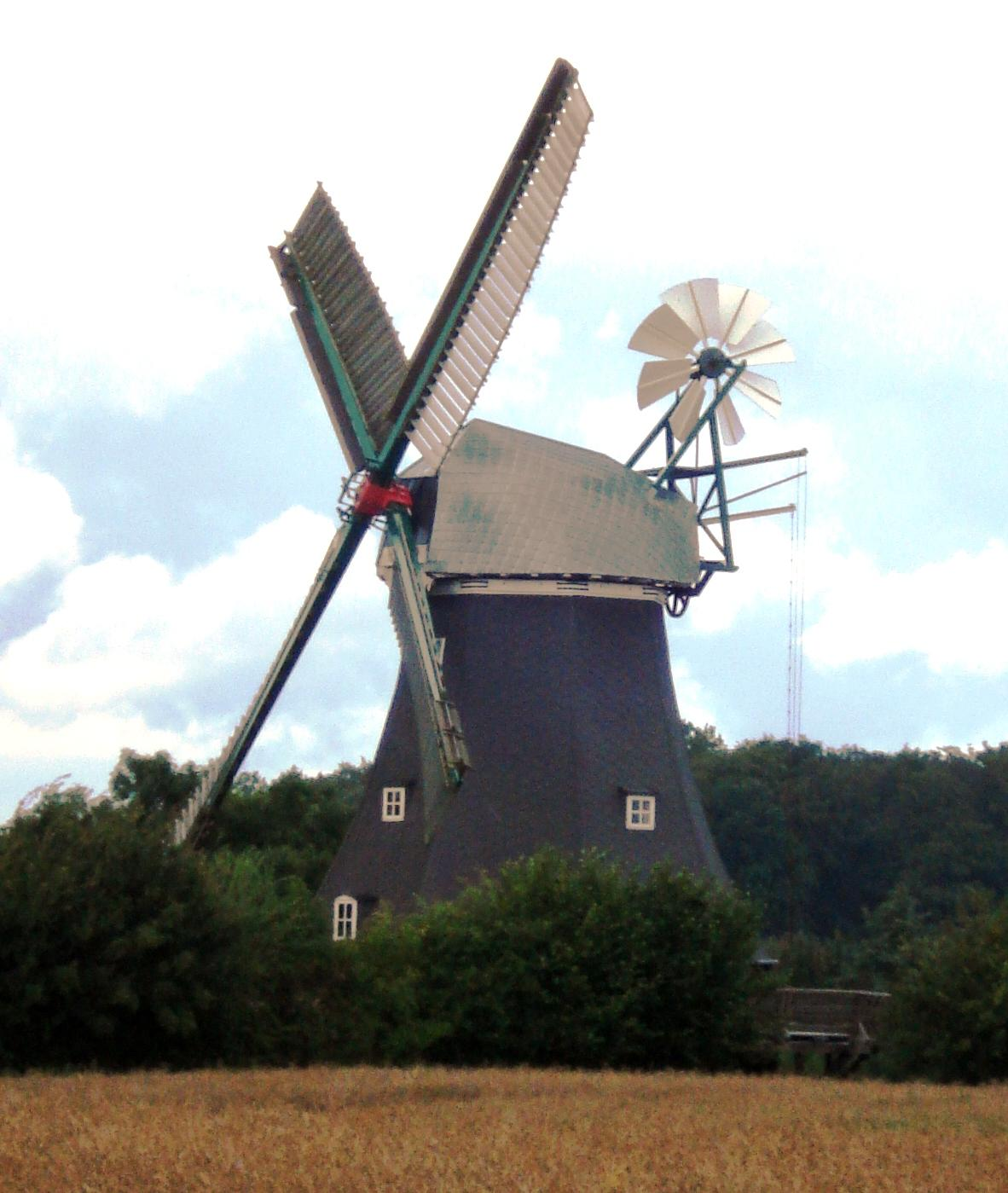
Die Langenrader Windmühle „Sventana“
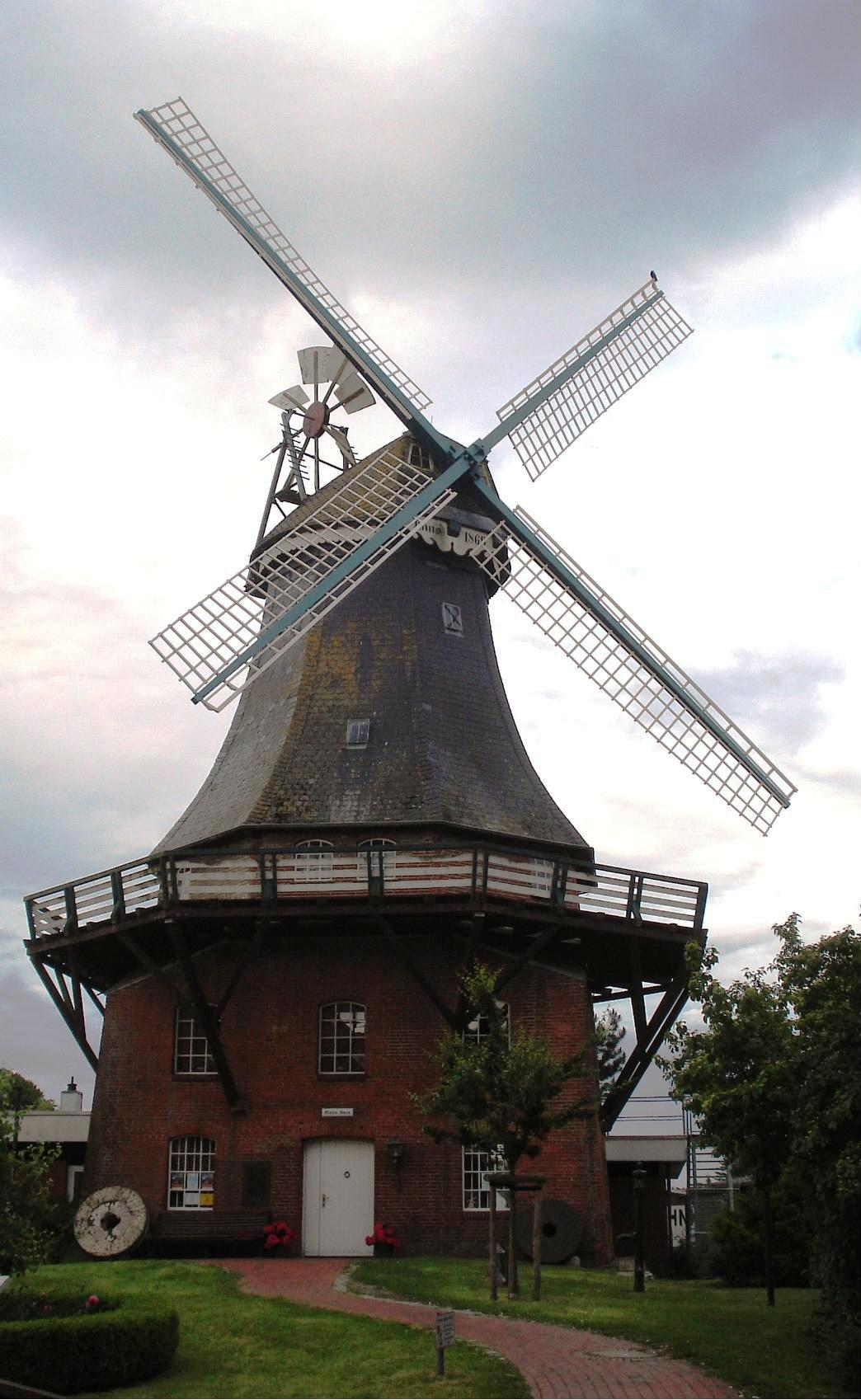
Die Gettorfer Mühle „Rosa“
Die Brodauer Mühle im Wappen der Gemeinde Schashagen
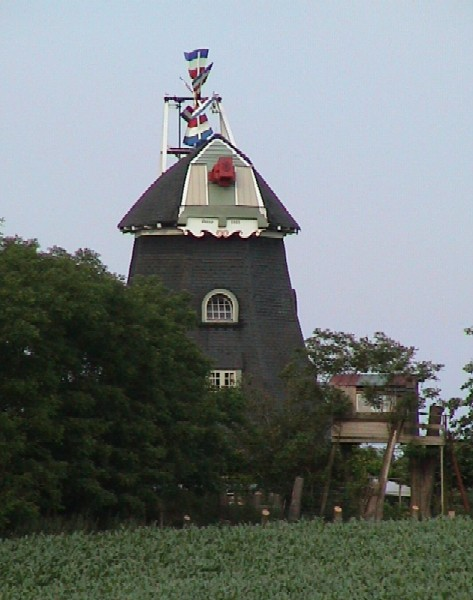
Die Lepahner Mühle bei Lehmkuhlen
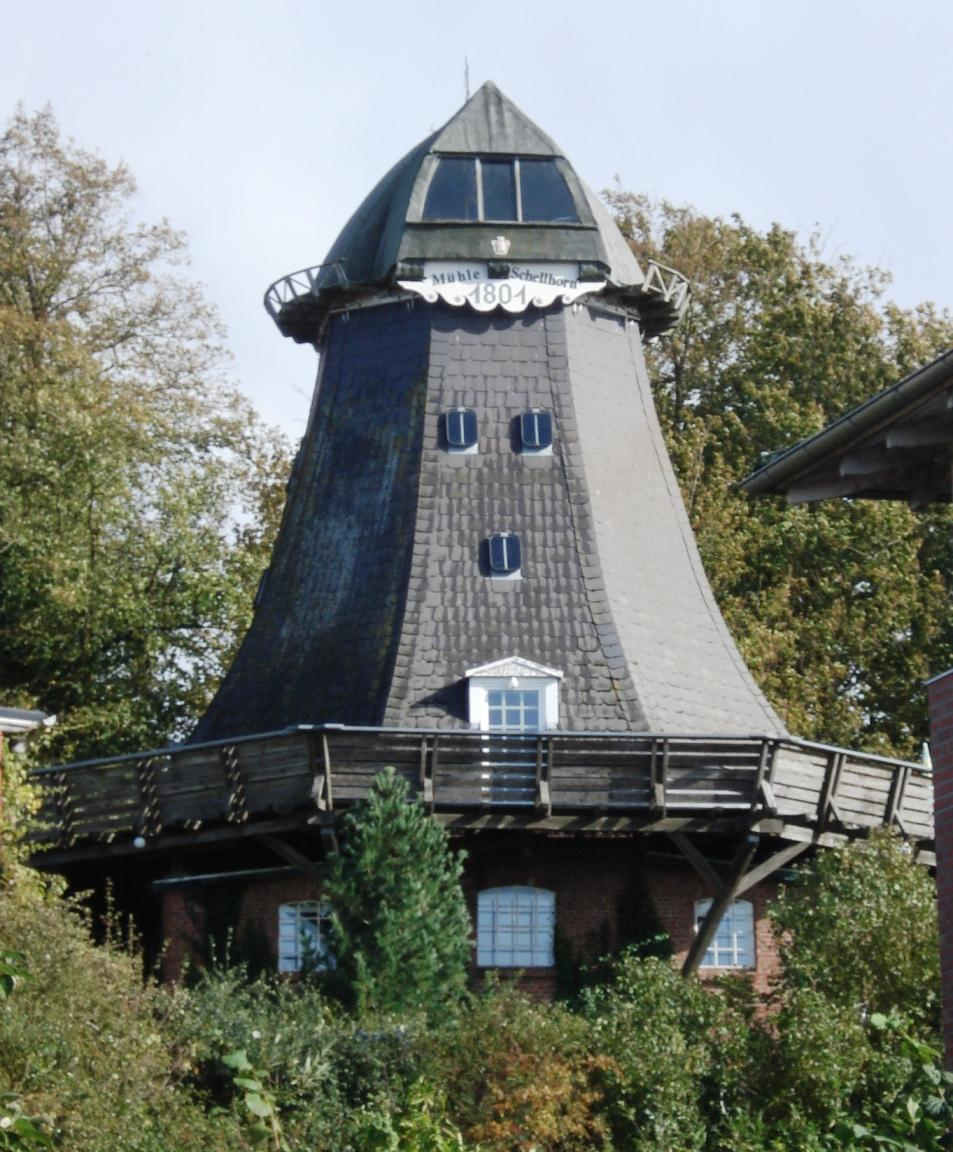
Die Schellhorner Mühle

## Nicht erhaltene Bauwerke
Der größte Teil der 100 von Carl Friedrich Trahn errichteten Windmühlen existiert nicht mehr, so z. B. die Mühlen in Schönwalde am Bungsberg, Fissau, Haseldorf, Harmsdorf (1842 errichtet; 1914 stillgelegt, 1919 abgerissen), Kasseedorf. An diese Mühlenstandorte erinnern z. T. nur noch Straßennamen und Ortsbezeichnungen.
Die 1864 errichtete und 1960 stillgelegte Brodauer Mühle, Wahrzeichen der Gemeinde Schashagen, ist Ende 2005 abgebrannt. Es stehen noch der Unterbau und einige verkohlte Balken.